# Charnia
Charnia är namnet på en grupp utdöda djur som levde under ediacara dvs för mer än ca 542 miljoner år sedan. Fossila lämningar är bl.a. återfunna i Charnwood Forest, Leicestershire, England. Fossil av detta släkte är även möjliga att hitta i Mistaken Point på Newfoundland i Newfoundland och Labrador. Fossilens utseende påminner starkt om en växt men då den levde på havsbotten utom räckhåll för solljuset kan den inte ha använt sig av fotosyntes, livsformen bör därmed rimligtvis ha intagit sin föda på något annat sätt vilket gör att den brukar placeras bland gruppen djur. Denna livsform är en av de vanligaste och mest spridda under ediacara.